# Ferrari P4/5 by Pininfarina
Ferrari P4/5 by Pininfarina – hipersamochód typu one-off, skonstruowany w 2006 roku przez firmy Ferrari i Pininfarina według projektu Jasona Castrioty. Cena pojazdu to ok. 4 mln dolarów. Powstał tylko jeden egzemplarz.

## Dane techniczne i zmiany
Samochód oparty został na Ferrari Enzo. Zmieniono kształt nadwozia pojazdu i osiągi. Do napędu użyto jednostki V12, osiągającej 660 KM. Prędkość maksymalna wzrosła do 362 km/h. Czas przyspieszenia od 0 do 100 km/h wynosi 3,25 s. Masa pojazdu została zredukowana z 1365 kg do 1200 kg. 

## Galeria obrazów

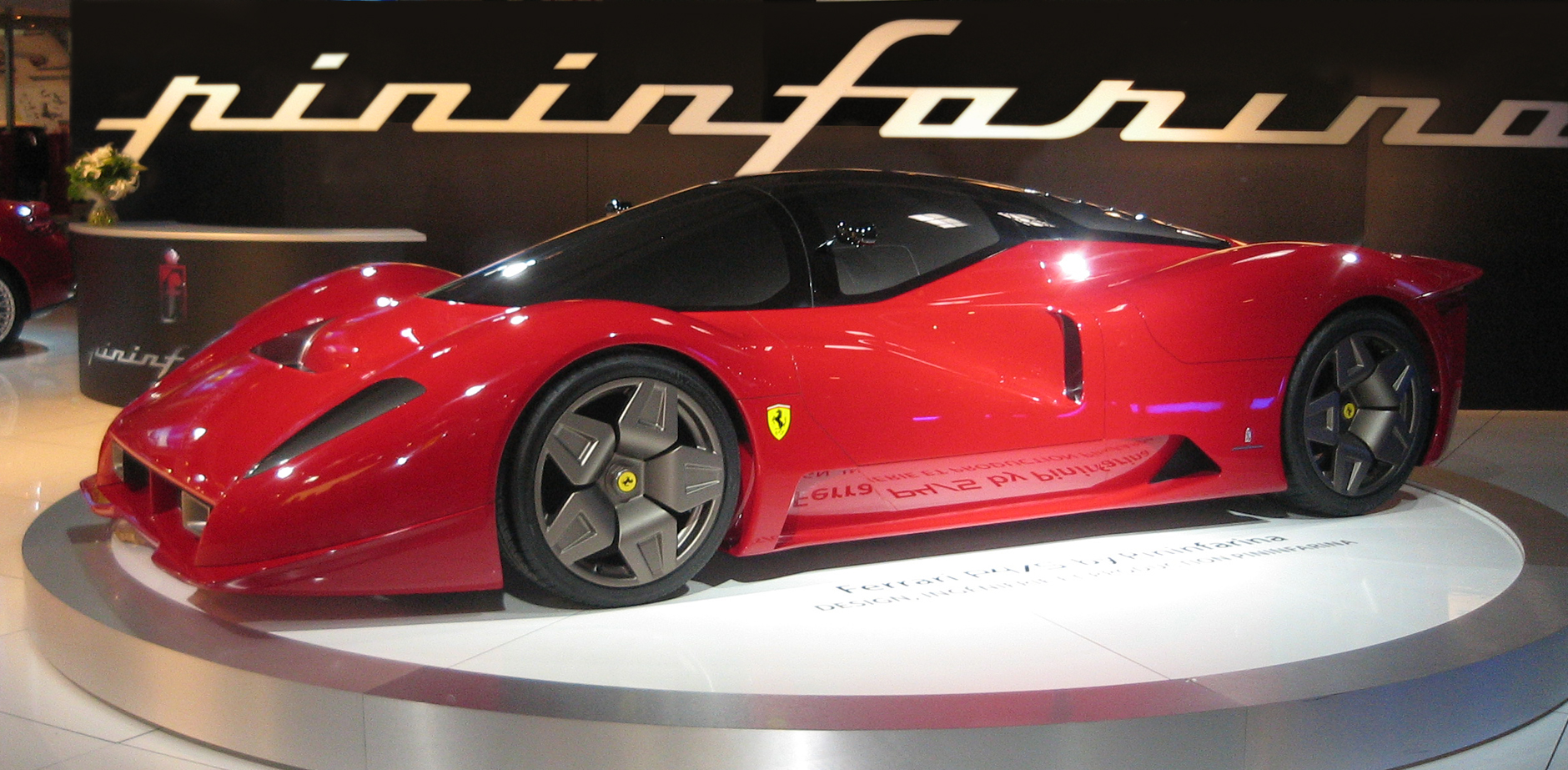
Ferrari P4/5 podczas wystawy w 2006 r.
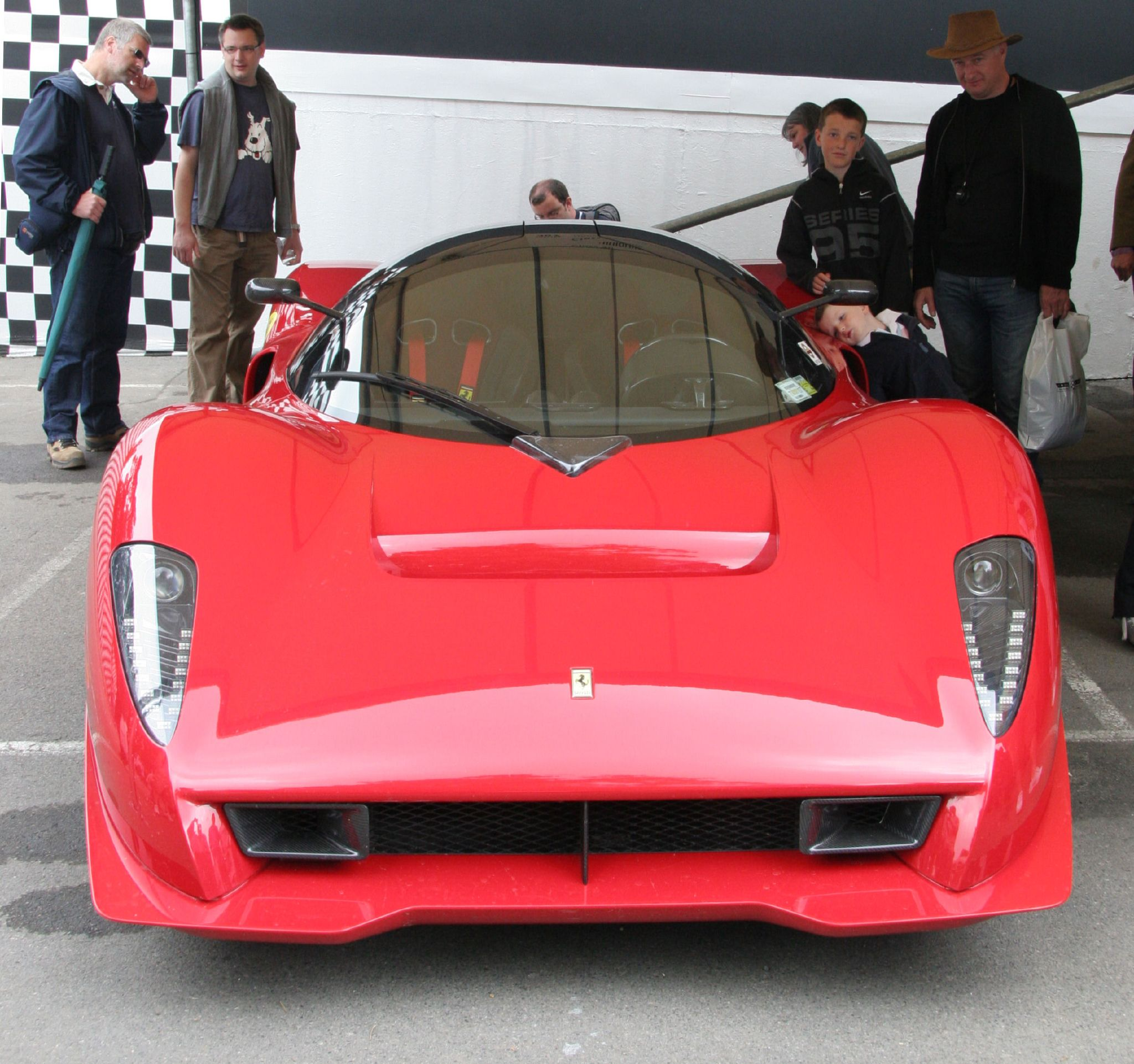
Przód Ferrari P4/5
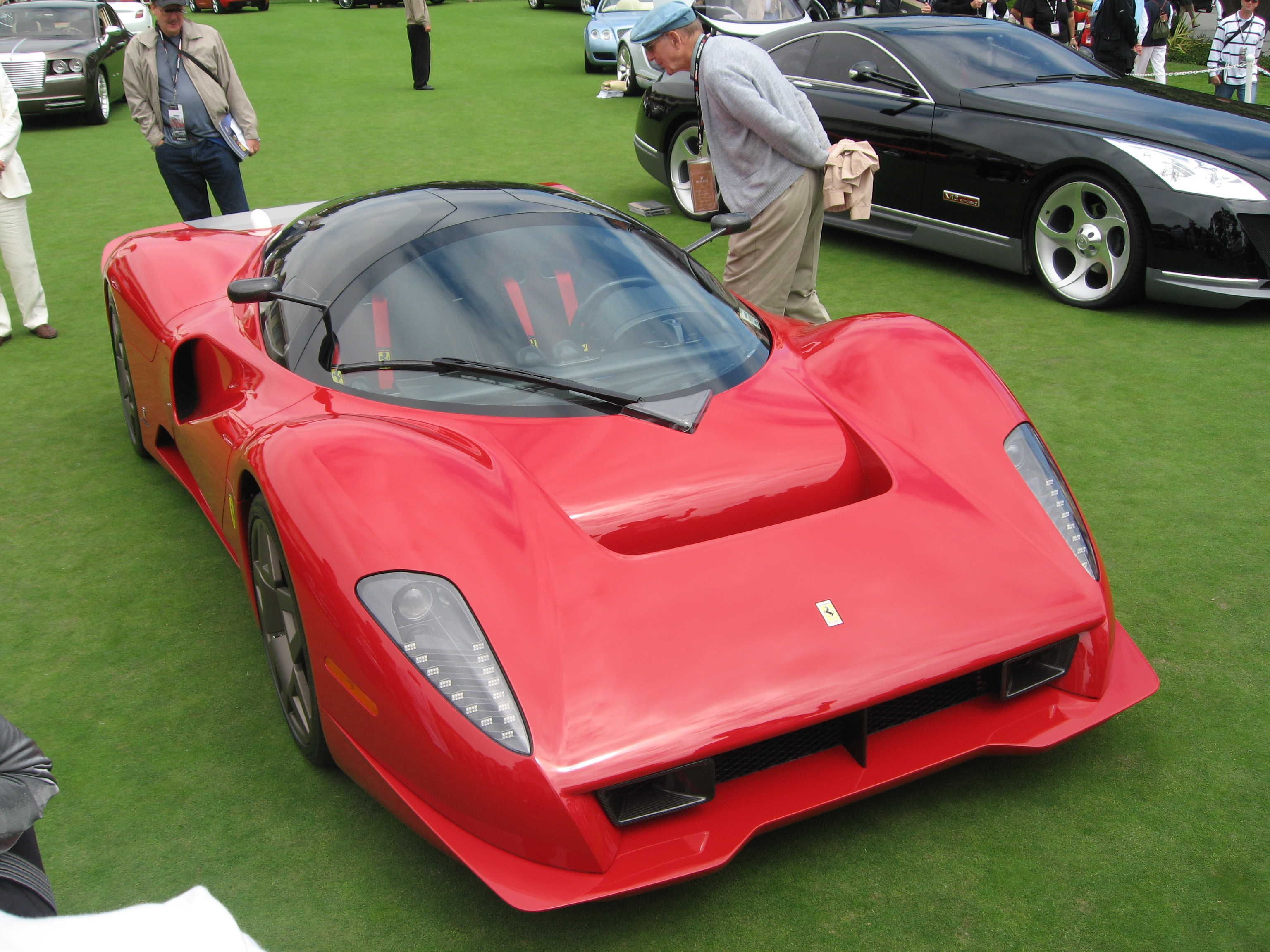
Ferrari P4/5
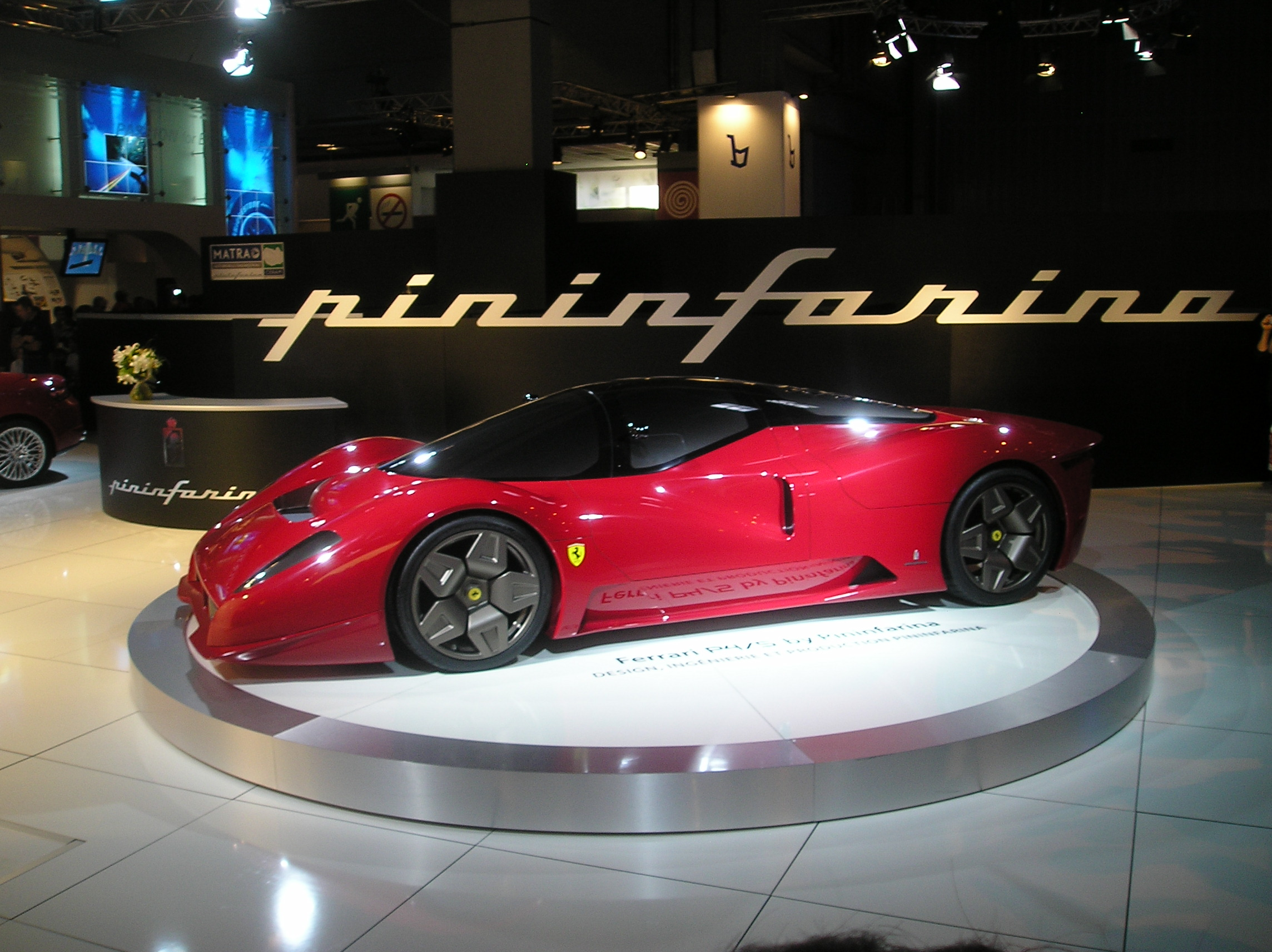
Ferrari P4/5